# Картахенська декларація
Картахенська декларація щодо біженців, чи просто Картахенська декларація — необов'язковий для виконання регіональний, наприклад, Латино-Американський, інструмент для захисту біженців, прийнятий 1984 року делегатами з десяти латино-американських країн: Белізу, Колумбії, Коста-Рики, Сальвадору, Гватемали, Гондурасу, Мексики, Нікарагуа, Панами та Венесуели. Після цього Декларацію було закріплено у національних законодавствах і державній практиці 14 країн.
Декларація є результатом «Колоквіуму про Міжнародний захист біженців та переміщених осіб у Центральній Америці, Мексиці та Панамі», який мав місце в Картахені, Колумбія, з 19 до 22 листопада 1984 року. Декларацію було проведено під впливом «Контадорської групи», заснованої на Конвенції ООН щодо біженців 1951 року та Протоколі 1967 року.
Декларація підтверджує важливість права людини на притулок, принцип «не-виселення» та важливість пошуку тривалих рішень.

## Вплив

### Розширене визначення біженця
Порівняно з Конвенцією 1951 року та Протоколом 1967 року Картахенська декларація дозволяє розглядати ширшу категорію осіб як біженців, які потребують міжнародного захисту. У третьому Висновку Декларація додає п'ять ситуаційних подій у визначенні Конвенції 1951 року та Протоколу 1967 року. Подібні доповнення було зроблено у Конвенції щодо біженців 1969 року, але Картахенська декларація розширила їх. Біженцями слід вважати:
|  | осіб, які втекли зі своєї країни, бо їх життю, безпеці або свободі загрожували розповсюджені насильство, зовнішня агресія, внутрішні конфлікти, масові порушення прав людини або інші обставини, які серйозно порушили громадський порядок |

Це визначення дозволяє розширити межі часового та географічного розуміння ризиків, у яких опиняються біженці, та додатково охоплюють деякі непрямі явища, як-от бідність, економічний спад, інфляція, насильство, хвороби, недоступність харчових продуктів, недоїдання та переміщення.

### Поліпшення співпраці між країнами
Картахенська декларація започаткувала постійний форум між латиноамериканськими країнами. Починаючи з 1984 року підписанти цієї декларації зустрічаються знову щодесять років, і вони навіть досягли розширення дії на країни Карибського басейну. Було підписано три наступні декларації: Декларація в Сан-Хосе 1994 року, Мексиканська декларація 2004 року та Бразильська декларація 2014 року (за участі 28 країн і трьох територій Латинської Америки та Карибського басейну). Жоден інший континент чи регіон не мають такого форуму.